# Disasterina abnormalis
Disasterina abnormalis är en sjöstjärneart som beskrevs av Perrier 1875. Disasterina abnormalis ingår i släktet Disasterina och familjen Asterinidae. Inga underarter finns listade i Catalogue of Life.